# Donald A. Kuske
Donald A. Kuske (* 9. Juli 1922 in Green Bay; † 13. Juni 1944 in Reischach) war ein US-amerikanischer Jagdflieger bei den United States Army Air Forces. Er kam während des Zweiten Weltkriegs nach einem Luftkampf über Bayern ums Leben, als er mit seinem schwer beschädigten Jagdflugzeug eine Notlandung versuchte. Durch ein abruptes Ausweichmanöver in den letzten Sekunden vor dem möglichen Aufprall auf ein Bauernhaus – in dem sich zu diesem Zeitpunkt zehn Menschen befanden – überschlug sich seine Maschine und zerschellte am Boden. Ihm zu Ehren wurde 2010 unweit der Absturzstelle ein Gedenkkreuz errichtet.

## Leben

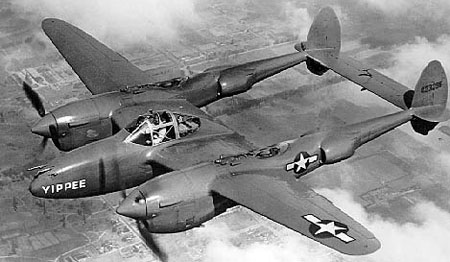
Kuske flog einen Abfangjäger des Typs Lockheed P-38J

Donald A. Kuske wuchs in Green Bay in Wisconsin auf. Während des Zweiten Weltkriegs diente er als Pilot bei den US-amerikanischen Luftstreitkräften, den United States Army Air Forces. Die sogenannte ID seiner Erkennungsmarke war 0-760469. Er wurde als Jagdflieger in Europa eingesetzt, wo er 1944 der 71st Fighter Squadron angehörte, einer Einheit in der 1st Fighter Group der 15th Air Force (15. Luftflotte). Dort flog er einen Abfangjäger des Typs Lockheed P-38J Lightning.
Die 15th Air Force war in Italien stationiert und wurde im Februar 1944 mit der damals in England stationierten 8th Air Force als United States Strategic Air Forces in Europe (USSTAF) zusammengefasst. Im Rahmen der USSTAF wurden die P-38-Kampfflugzeuge der 71st Fighter Squadron im Juni 1944 als Langstreckenbegleitjäger eingesetzt und sicherten Luftangriffe von Bombern auf München, so auch am 13. Juni 1944. Nachdem die Staffel, darunter auch Kuske, mit 14 Maschinen von ihrer italienischen Basis Salsola Airfield nördlich von Foggia gestartet war, flog sie gemeinsam mit weiteren Jäger-Einheiten Begleitschutz für mehrere B24-Bomber-Einheiten. Bei Velden, rund 70 Kilometer nordöstlich von München, verließ die Einheit die Bomber und nahm einen Luftkampf mit Kampfflugzeugen der Typen Me 110 und Do 217 der deutschen Luftwaffe auf.
Während des Luftgefechts meldete Kuske per Sprechfunk den Ausfall von beiden Flugzeugmotoren seiner Maschine. Er erhielt Feuerschutz durch andere Flugzeuge seiner Einheit und wurde noch eine kurze Flugstrecke begleitet, bis er seinen Absprung per Fallschirm ankündigte. In der Tat wurde von seiner Staffel ein sich öffnender Fallschirm westlich des Chiemsees beobachtet. Kuskes Flugzeug wurde von seiner Einheit zuletzt in der Nähe von Mühldorf gesichtet. In der Folge wurde Kuske offiziell als vermisst gemeldet („MIA – Missing In Action“). Es wurde vermutet, dass er mit dem Rettungsfallschirm abgesprungen und möglicherweise in deutsche Kriegsgefangenschaft gekommen sei. Nach Ende des Krieges befand er sich jedoch nicht unter den befreiten Kriegsgefangenen, so dass sein Schicksal ungewiss blieb, insbesondere für seine Angehörigen wie seine Eltern und seine jüngere Schwester.
Tatsächlich war Kuske jedoch am 13. Juni 1944 beim Absturz seiner Maschine in der Nähe von Reischach ums Leben gekommen, was erst mehrere Jahre nach Kriegsende aufgeklärt wurde.

## Nachleben und Gedenken

### Bergung und Überführung in die USA
Im Juni 1950 konnten der Absturz der P-38J sowie Kuskes Tod von einem Such- und Bergungsteam der US Army Air Forces, dem S & R Team Nr. 6 („Search & Recovery“), geklärt und offiziell bestätigt werden. Nachdem das S & R Team mit dem früheren Bürgermeister von Reischach und dem Landpolizeiposten Reischach gesprochen hatte, konnte es den Absturzort eines US-amerikanischen Kampfflugzeugs lokalisieren. Dieser befand sich etwa 2 Kilometer südlich von Reischach auf einer Wiese bei dem Hügel Ehrnsberg (auch Engersberg), in unmittelbarer Nähe eines einzeln stehenden Bauernhofes. Dort hatte sich am 13. Juni 1944 das abstürzende Flugzeug etwa 2,5 Meter tief in den weichen Hangboden gebohrt. Wie die Ermittlungen weiter ergaben, hatten deutsche Wehrmachtssoldaten nach dem Absturz lediglich Teile der Flügel und des Rumpfes abtransportiert, die sich auf der Wiese im Bereich der Absturzstelle befanden. Eine Bergung des Flugzeugwracks aus dem Absturzkrater war jedoch nicht erfolgt und es hatte auch keine Suche nach dem US-amerikanischen Piloten stattgefunden. Ein Fallschirm war damals im Umkreis der Absturzstelle nicht beobachtet worden.
Nachdem das S & R Team im Hauptkrater zahlreiche Flugzeugteile wie die Propellerblätter und andere Wrackteile beseitigt hatte, konnte das Team die menschlichen Überreste des Piloten bergen, der den Absturz der Maschine nicht überlebt hatte. Anhand der Erkennungsmarke identifizierte das S & R Team das Skelett als Lt. Donald A. Kuske. Gleichzeitig wurde der Fundort seines P-38J-Abfangjägers offiziell registriert. Die Gebeine von Kuske wurden zunächst nach Wiesbaden überführt.
Die Identifizierung wurde dann auf dem US-amerikanischen Soldatenfriedhof (US Military Cemetery) in Neuville-en-Condroz bei Lüttich (Belgien) bestätigt, nachdem unter anderem die erhalten gebliebenen Zähne mit den Zahnarztunterlagen von Kuske verglichen wurden. Der bisherige Vermisstenfall war damit abgeschlossen und Kuske wurde offiziell zum Kriegstoten erklärt („KIA – Killed in Action“), womit seine Angehörigen Gewissheit über seinen Tod erlangten. In der Folge wurden die Gebeine von Kuske dann auf Antrag seines Vaters Otto Kuske von der American Battle Monuments Commission in die USA in seinen Heimatort Green Bay überführt. Dort fand er im Familiengrab auf dem Woodlawn Cemetery in Allouez die letzte Ruhestätte.

### Absturzhergang
Kuske hatte am 13. Juni 1944 offensichtlich versucht, nach dem Luftkampf mit seiner schwer beschädigten Maschine notzulanden. Sein Jagdflugzeug konnte nach Ausfall beider Motoren auch ohne Antrieb noch eine gewisse Strecke im Gleitflug zurücklegen. Es wird vermutet, dass es Kuske wegen der Beschädigungen nicht möglich war, sich durch Ausstieg aus der Maschine und Absprung mit seinem Fallschirm zu retten. Sein Notlandungsversuch auf einem Feld in der Nähe von Reischach wurde von mehreren Augenzeugen beobachtet, unter anderem von einem Bauern, der auf einer Wiese am Ehrnsberg (Engersberg) beim Heuen war.
Danach flog das US-amerikanische Kampfflugzeug im Tiefstflug mit brennenden Motoren heran und näherte sich um etwa 10:30 Uhr dem dort befindlichen, einzeln stehenden Bauernhof. In den letzten Sekunden vor dem möglichen Aufprall auf das Gebäude wurde das Flugzeug von dem Piloten „nach links“ gerissen, überschlug sich und prallte unmittelbar neben dem Hof auf einer Wiese auf. Das Flugzeug zerschellte und bohrte sich in den Hang; der Pilot, Donald A. Kuske, kam dabei ums Leben. In dem Bauernhaus befanden sich zum Zeitpunkt des Absturzes insgesamt zehn deutsche Zivilpersonen, drei Frauen und sieben Kinder. Diese Geschehnisse wurden erst in der Nachkriegszeit publik und in der Reischacher Ortschronik niedergeschrieben, wo es unter anderem heißt:

„… ganz nieder auf den Ehrensbergerhof zuraste, im letzten Augenblick dann gerade noch vor dem Hof nach Südwesten schwenkte, sich überschlug und mit voller Wucht in der nahen Wiese wie eine Bombe einschlug …“

Der damalige Augenzeuge starb 1977.

### Aufarbeitung und Gedenken
2007 begann der Reischacher Ortsheimatpfleger Alois Stockner (* 1935) mit einer Aufarbeitung des Ereignisses. Stockner war selbst Augenzeuge, er hatte damals als neunjähriger Schüler in Reischach vom Schulgebäude aus das mit hoher Geschwindigkeit und „ohrenbetäubendem Lärm“ vorbeifliegende, brennende Flugzeug beobachtet, den „dumpfen Einschlag“ gehört und am gleichen Tage zusammen mit Mitschülern die Absturzstelle aufgesucht. Stockner veröffentlichte 2009 über seine eigenen Erlebnisse und über den Bericht des damaligen Gemeindechronisten einen Beitrag in der heimatkundlichen Schriftenreihe Oettinger Land, die von dem Heimatverein Oettinger Heimatland e. V. als heimatgeschichtliches Nachschlagewerk für den Landkreis Altötting herausgegeben wird (siehe Literatur). Die Person des Piloten blieb dabei noch unbekannt.
Der Beitrag stieß auf öffentliches Interesse und bei seinen weiteren Recherchen erhielt Stockner Unterstützung von Mitgliedern des Vereins Bayerische Flugzeug-Historiker e. V. in Oberschleißheim, insbesondere vom damaligen Vereinsvorsitzenden Günter Braun und Josef Eimansberger, Projektleiter Erforschung von Flugzeugabstürzen, sowie später vom Redakteur Anthony „Tony“ Walter von der US-amerikanischen Tageszeitung Green Bay Press-Gazette, der den Kontakt zu Kuskes noch in Green Bay lebender und inzwischen verheirateter Schwester, Arlene Peterson, herstellte. Peterson vervollständigte dann die Aufarbeitung um persönliche Angaben über ihren Bruder sowie Fotografien von ihm. Auf diese Weise wurde in Kuskes Heimat bekannt, dass er im bayrischen Reischach seit 1944 als Lebensretter von zehn Menschen gilt und dabei sein eigenes Leben verloren hat, während in Reischach die Person des damals zu Tode gekommenen Piloten bekannt wurde.
In der Folge fassten Reischacher Bürger den Entschluss, die vollständige Geschichte des Flugzeugabsturzes zu dokumentieren und des Piloten zu gedenken. Genau 66 Jahre nach seinem Tod wurde am 13. Juni 2010 unweit der Absturzstelle am Ehrnsberg ein Gedenkkreuz zu Ehren Lt. Kuskes eingeweiht. An der deutsch-amerikanischen Gedenkfeier nahmen außer den Initiatoren Vertreter der US Army Air Forces und der deutschen Luftwaffe, ein Landtagsabgeordneter und der US-amerikanische Konsul Kit Traub vom US-Generalkonsulat in München sowie örtliche Honoratioren und interessierte Bürger teil. Außerdem waren mehrere leibliche Nachkommen der damals im Bauernhof anwesenden Personen dabei, die nach Aussage der Flugzeug-Historiker ihr Leben Lt. Kuske verdanken. Kuskes Schwester hatte ein persönliches Schreiben gesandt, das verlesen wurde. In der Reischacher Pfarrkirche St. Martin fand am gleichen Tage ein Gedenkgottesdienst für Donald A. Kuske statt.